# Carmen Barbieri
Carmen Luz Barbieri (Buenos Aires, 21 de abril de 1955) es una actriz, comediante, bailarina, vedette, conductora, capocómica, mediática y directora teatral argentina.
Como actriz siempre se ha destacado en el rubro humorístico tanto en teatro como cine y televisión, género en el que también se destacó su padre, el reconocido humorista Alfredo Barbieri. Como directora teatral, incursionó en el género de la revista. También en varias oportunidades se ha desempeñado como conductora de televisión y es considerada una de las artistas más completas del espectáculo nacional por haberse destacado en todos los formatos teatrales y televisivos.

## Carrera artística
Comenzó su carrera en el teatro de revistas como bailarina e imitadora. Su debut fue en 1975 en la obra teatral Aquí se mata de Risa en Teatro Cómico, conocido actualmente como Lola Membrives, en donde actuaba en un número musical junto a su padre, parodiando a Liza Minnelli. En 1976 actuó en la revista Los verdes están en el Maipo junto a Norma Pons, Mimi Pons, Javier Portales, Tristán y Alberto Irizar. Esta obra fue el debut de Gerardo Sofovich como director del Maipo. En ese año, debutó en el cine con las películas La guerra de los sostenes y La aventura explosiva ambas dirigidas por Gerardo Sofovich.
Luego actuó en la obra teatral El Maipo de Gala junto a Jorge Porcel, Ethel Rojo, Alberto Olmedo y Miguel Jordán. En la temporada de verano encabezó un espectáculo con los actores cómicos Osvaldo Pacheco y Enrique Pinti. Carmen se destacó como vedete y actriz, actuando en varios números musicales.
En 1978 actuó en la película Con mi mujer no puedo y en la telenovela Un mundo de veinte asientos, donde hizo una participación especial, y al año siguiente en El rey de los exhortos junto a Alberto Olmedo, Las muñecas que hacen ¡pum!, y Hotel de señoritas producidas por Gerardo Sofovich.
En 1980 grabó la película Los superagentes contra todos y en 1985, junto a Guillermo Francella filmó El Telo y la Tele. Su última película fue filmada en 1986 y fue Las colegialas con su marido, el actor Santiago Bal.
En 1985 la Carmen hizo su desembarco en la TV actuando en el popular programa humorístico Mesa de Noticias junto a Juan Carlos Mesa, Gianni Lunadei, Beatriz Bonnet, Alberto Fernández de Rosa, Gino Renni, Eleonora Wexler.
En 1987 la televisión la recibe de la mano de Hugo Moser, y actúa en la serie Matrimonios y algo más. En 1992 trabajó como actriz en Ta Te Show interpretando personajes cómicos en sketches junto a otros humoristas y en 1994 trabajó en La Revista del Domingo. 
En 1997 y 1998 actuó en la serie Cebollitas, dándole vida al personaje de "Mecha". De 1999 a 2001 condujo el programa Movete por América TV, que marcaría un hito en su carrera televisiva. Lo condujo junto al periodista Marcelo Polino luego de que Georgina Barbarossa le cediera su puesto, con este programa consiguió un Premio Martín Fierro. Durante los siguientes años también se destacó en teatro, actuando en comedias como Acaloradas junto a Chunchuna Villafañe y Andrea Politti y Money Money junto a Carlín Calvo, Santiago Bal, Carlos Moreno y Diego Pérez.
En 2003 condujo por América TV, el programa Cómplices y testigos y en 2005 es convocada para actuar en la telecomedia de Telefé ¿Quién es el jefe? junto a Gianella Neyra y Nicolás Vázquez. 

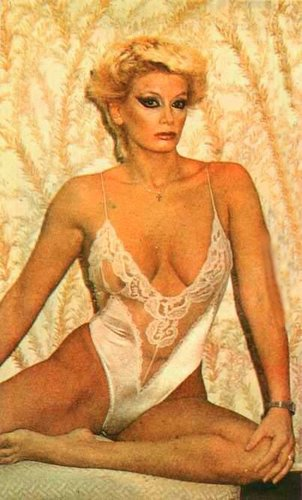
Carmen Barbieri, en su etapa de vedete.

En 2006 participó del segmento de Showmatch, Bailando por un sueño, triunfando en la competencia. En la temporada de verano 2006 - 2007 trabajó en teatro encabezando la obra Irresistible, otra historia de humor junto a Miguel Ángel Cherutti, los humoristas Alakrán, Rodrigo Rodríguez y las vedetes Adabel Guerrero y Celina Rucci. 
En 2007 volvió a participar de la competencia Bailando por un sueño siendo eliminada en la décima semana de milonga a la vez que conduce por América TV el magazín El diario de Carmen.
En el año 2008 sigue su trayectoria teatral con la obra Incomparable, el humor continúa junto con Miguel Ángel Cherutti y Celina Rucci en el Teatro Neptuno de la ciudad de Mar del Plata. Esta obra le valió el Premio Estrella de Mar a mejor actriz protagonista de comedia en 2007, obteniendo luego el premio como mejor actriz cómica en 2008, 2009 y 2011.
En 2008 es llamada para formar parte del jurado de Bailando por un sueño junto a Gerardo Sofovich, Moria Casán y Jorge Lafauci.
En 2009 integró el jurado del programa Bailando Kids junto a Laura Fidalgo, Reina Reech, y Miguel Ángel Cherutti.
Durante el 2010, formó parte del jurado de Bailando 2010. En ese mismo año Carmen Barbieri grabó un spot publicitario para “Kilat Joyas” producido por su hijo Federico Bal. Además de su obra teatral Fantástica escrita y dirigida por su exmarido el actor Santiago Bal.
A fines de 2010 y gran parte de 2011 encabezó la obra Bravísima en la ciudad de Mar del Plata también con la dirección de Santiago Bal y producción de Javier Faroni. Por esta obra, Carmen gana el Estrella de Mar como mejor Actriz cómica.
Luego se incorpora al jurado de Bailando por un sueño junto a Moria Casán, Graciela Alfano, Flavio Mendoza y Aníbal Pachano pero al pasar una semana, se distancia del jurado y se incorpora Marcelo Polino. En los últimos ritmos del show, se sumó en reemplazo de Graciela Alfano.
También se ha presentado en casinos y teatros de varias provincias con su show unipersonal Íntima, en el que mezcla el humor con lo musical. 
A fines de agosto del 2011 diversos rumores de crisis de pareja hicieron que Carmen fuera internada por estrés en una clínica privada. El 7 de septiembre confirmó a los medios su separación de Santiago Bal, después de 25 años de pareja.
El verano 2012, en la ciudad de Mar del Plata, presentó la obra teatral Barbierísima, con más de 40 artistas en escena. Con esta obra obtuvo 3 premios Estrella de mar a: mejor revista, producción artística y vestuario.
A fines del 2012 debutó en Mar del Plata con Escandalosas, una obra teatral que encabezó junto con Moria Casán. Luego de la temporada en Mar del Plata la obra fue llevada al teatro Tabarís de la Av. Corrientes en Buenos Aires.
En 2013 participó del programa Tu cara me suena.
En marzo del 2014 estrenó Brillantisima con humor en el teatro Astros junto a Moria Casán. En mayo baja de cartel y a la semana sube Brillantisima tiene una flor junto a Florencia de la V. La obra termina a finales de octubre de 2014 después de haberse presentado en calle Corrientes y demás localidades nacionales e internacionales.
En diciembre de 2014 debutó junto a Nazarena Vélez en Carlos Paz después de 25 años de ausencia en la ciudad.

## Teatro

### Actuación
| Teatro | Teatro                                       | Teatro            | Teatro            | Teatro                         | Teatro                                    | Teatro               |
| Año    | Obra                                         | Género            | Personaje         | Dirección                      | Producción                                | País                 |
| ------ | -------------------------------------------- | ----------------- | ----------------- | ------------------------------ | ----------------------------------------- | -------------------- |
| 1974   | Aquí se mata de risa                         |                   | Bailarina (Debut) |                                |                                           | Bandera de Argentina |
| 1975   | La revista de oro                            |                   | Vedete            |                                |                                           | Bandera de Argentina |
| 1976   | Los verdes están en el Maipo                 |                   | Actriz y vedete   |                                |                                           | Bandera de Argentina |
| 1976   | El Maipo de gala                             |                   | Actriz y vedete   |                                |                                           | Bandera de Argentina |
| 1977   | El Astros se comió a tiburón                 |                   | Actriz y vedete   |                                |                                           | Bandera de Argentina |
| 1978   | La revista de Champagne                      |                   | Actriz y vedete   |                                |                                           | Bandera de Argentina |
| 1978   | Que año fenomenal... se viene con el mundial |                   | Actriz            |                                |                                           | Bandera de Argentina |
| 1979   | La revista nunca vista                       |                   | Actriz y vedete   |                                |                                           | Bandera de Argentina |
| 1979   | Risas y algo más... en Tabarís               |                   | Actriz            |                                |                                           | Bandera de Argentina |
| 1980   | Los años locos del Tabarís                   |                   | Actriz            |                                |                                           | Bandera de Argentina |
| 1986   | Lo que no se ve en tv                        |                   | Actriz            |                                |                                           | Bandera de Argentina |
| 1986   | La patota revistera                          |                   | Vedete            |                                |                                           | Bandera de Argentina |
| 1987   | Noches de champagne                          |                   | Actriz            |                                |                                           | Bandera de Argentina |
| 1988   | Yo amo Carlos Paz                            |                   | Actriz            |                                |                                           | Bandera de Argentina |
| 1989   | Increíblemente juntos                        |                   | Actriz            |                                |                                           | Bandera de Argentina |
| 1991   | Cosquillas                                   |                   | Actriz            |                                |                                           | Bandera de Argentina |
| 1994   | Sin humor... no hay revista                  |                   | Actriz            |                                |                                           | Bandera de Argentina |
| 1998   | Doce, cincuenta y seis                       |                   | Actriz            |                                |                                           | Bandera de Argentina |
| 2003   | Obvio                                        | music hall        | Actriz            | Santiago Bal                   |                                           | Bandera de Argentina |
| 2007   | Irresistible, otra historia de humor         | Teatro de Revista | Varios            | Reina Reech                    |                                           | Bandera de Argentina |
| 2008   | Incomparable                                 | Teatro de Revista | Varios            | Reina Reech                    |                                           | Bandera de Argentina |
| 2009   | Vedettísima                                  | Teatro de Revista | Varios            | Santiago Bal                   | Javier Faroni                             | Bandera de Argentina |
| 2010   | Fantástica                                   | Teatro de Revista | Varios            | Santiago Bal                   | Javier Faroni                             | Bandera de Argentina |
| 2011   | Bravísima                                    | Teatro de Revista | Varios            | Santiago Bal - Carmen Barbieri | Javier Faroni                             | Bandera de Argentina |
| 2012   | Barbierísima                                 | Teatro de Revista | Varios            | Santiago Bal - Carmen Barbieri | Javier Faroni                             | Bandera de Argentina |
| 2013   | Escandalosas                                 | Teatro de Revista | Varios            | Carmen Barbieri                | Javier Faroni                             | Bandera de Argentina |
| 2014   | Sorpresas                                    | Musical           | Actriz            | Ricky Pashkus                  | Javier Faroni                             | Bandera de Argentina |
| 2014   | Brillantísima                                | Teatro de Revista | Varios            | Carmen Barbieri                | Javier Faroni                             | Bandera de Argentina |
| 2015   | Leonas                                       | Comedia           | Actriz            | Marcelo Cosentino              | Javier Faroni                             | Bandera de Argentina |
| 2015   | Carmen como en casa                          | Unipersonal       | Actriz            |                                |                                           | Bandera de Argentina |
| 2016   | Citas peligrosas                             | Comedia           | Actriz            | René Bertrand.                 | PARODI PRODUCCIONES – ETP CONTENIDOS Coop | Bandera de Argentina |
| 2016   | Plumas en la noche                           | Teatro de Revista | Invitada Especial | Daniel Comba                   | Daniel Comba                              | Bandera de Argentina |
| 2016   | A la Carmen                                  |                   | Actriz            |                                | Alzua Producciones                        | Bandera de Argentina |
| 2017   | La gran revista de Carmen                    | Teatro de Revista | Varios            | Carmen Barbieri                | Alzua Producciones                        | Bandera de Argentina |
| 2017   | La gran revista norteña                      | Teatro de Revista | Varios            | Horacio Sansivero              | Alzua Producciones                        | Bandera de Argentina |
| 2018   | Magnífica                                    | Teatro de Revista | Varios            | Carmen Barbieri                | Alzua Producciones                        | Bandera de Argentina |
| 2019   | Nuevamente juntos                            | Teatro de Revista | Varios            | Federico Bal                   | Marin Producciones                        | Bandera de Argentina |
| 2019   | Siempre juntos- La gira                      | Teatro de Revista | Varios            | Federico Bal                   | Marin Producciones                        | Bandera de Argentina |
| 2019   | Grandiosas                                   | Teatro de Revista | Invitada Especial |                                |                                           | Bandera de Argentina |
| 2020   | Veinte millones                              | Comedia           | Actriz            |                                | Marin Producciones                        | Bandera de Argentina |
| 2023   | Inigualables                                 | Teatro de Revista | Varios            |                                |                                           | Bandera de Argentina |

### Directora
| Año  | Obra                             | Género            | Producción         | País                 |
| ---- | -------------------------------- | ----------------- | ------------------ | -------------------- |
| 2017 | La Gran Revista de Mar del Plata | Teatro de Revista | Alzua Producciones | Bandera de Argentina |
| 2018 | MAGNÍFICA                        | Teatro de Revista | Alzua Producciones | Bandera de Argentina |

### Cine
| Año  | Película                  | Producción                | Dirección         | Personaje            | País                 |
| ---- | ------------------------- | ------------------------- | ----------------- | -------------------- | -------------------- |
| 1976 | La guerra de los sostenes | Gerardo Sofovich          | Toto Rey          |                      | Bandera de Argentina |
| 1977 | La aventura explosiva     | Cine Acción Aventuras     | Orestes A. Trucco |                      | Bandera de Argentina |
| 1978 | Con mi mujer no puedo     | Toto Rey                  | Enrique Dawi      | Mirta Del Valle      | Bandera de Argentina |
| 1979 | Las muñecas que hacen pum | Argentina Sono Film       | Gerardo Sofovich  | Muñeca 1º            | Bandera de Argentina |
| 1979 | El rey de los exhortos    | Argentina Sono Film       | Hugo Sofovich     | Normita              | Bandera de Argentina |
| 1979 | Hotel de señoritas        | Rey Films Cinematográfica | Enrique Dawi      |                      | Bandera de Argentina |
| 1985 | El telo y la tele         | Cinematográfica Victoria  | Hugo Sofovich     | Secretaria de Héctor | Bandera de Argentina |
| 1986 | Las colegialas            | Argentina Sono Film       | Fernando Siro     |                      | Bandera de Argentina |
| 1988 | Paraíso Relax             | Emilio boretta            | Superfilm SRL     |                      | Bandera de Argentina |

## Televisión

### Actuación
| Año       | Programa                        | Personaje                       | Género                 | Canal                      | País                 |
| --------- | ------------------------------- | ------------------------------- | ---------------------- | -------------------------- | -------------------- |
| 1975      | Porcelandia                     | Varios personajes               | Humor                  | LS85 Canal 13              | Bandera de Argentina |
| 1976      | El show de Eber y Nélida Lobato | Invitada                        | Programa de variedades | LS85 Canal 13              | Bandera de Argentina |
| 1978      | Un mundo de veinte asientos     | Ella misma                      | Telenovela             | LS83 Canal 9               | Bandera de Argentina |
| 1978      | El tío Porcel                   | Varios personajes               | Humor                  | LS84 Canal Once            | Bandera de Argentina |
| 1985      | Mesa de noticias                |                                 | Humor                  | Argentina Televisora Color | Bandera de Argentina |
| 1987      | Matrimonios y algo más          |                                 | Humor                  | Teledos                    | Bandera de Argentina |
| 1996      | Como pan caliente               | Silvia                          | Telenovela             | LS85 Canal 13              | Bandera de Argentina |
| 1997-1998 | Cebollitas                      | Mercedes "Mecha" Batista        | Telenovela             | Telefé                     | Bandera de Argentina |
| 2005      | ¿Quién es el jefe?              | "Mona" Henriqueta Ruiz Menéndez | Comedia de situación   | Telefé                     | Bandera de Argentina |

### Conducción y otros
| Televisión    | Televisión                 | Televisión              | Televisión                                         | Televisión           |
| Año           | Programa                   | Rol                     | Canal                                              | País                 |
| ------------- | -------------------------- | ----------------------- | -------------------------------------------------- | -------------------- |
| 1992          | Ta Te Show                 | Conductora              | Telefé                                             | Bandera de Argentina |
| 1999-2001     | Movete                     | Conductora              | América TV                                         | Bandera de Argentina |
| 2003          | Cómplices y testigos       | Conductora              | América TV                                         | Bandera de Argentina |
| 2004          | Casa Infinito              | Conductora              | Infinito                                           | Bandera de Argentina |
| 2007          | El diario de Carmen        | Conductora              | América TV                                         | Bandera de Argentina |
| 2013          | Malas muchachas            | Coconductora            |                                                    | Bandera de Argentina |
| 2021-2030     | Los 8 escalones del millón | Jurado                  | El Trece                                           | Bandera de Argentina |
| 2021-2025     | Mañanísima                 | Conductora              | Ciudad Magazine (2021-2023) & El Trece (2023-2025) | Bandera de Argentina |
| 2022          | Resto del mundo            | Conductora de reemplazo | El Trece                                           | Bandera de Argentina |
| 2024          | Cuestión de peso           | Conductora de reemplazo | El Trece                                           | Bandera de Argentina |
| 2024          | Poco correctos             | Conductora              | El Trece                                           | Bandera de Argentina |
| 2025-presente | Con Carmen                 | Conductora              | Canal 9                                            | Bandera de Argentina |

### Reality shows
| Televisión | Televisión                            | Televisión                      | Televisión               | Televisión           |
| Año        | Programa                              | Notas                           | Canal                    | País                 |
| ---------- | ------------------------------------- | ------------------------------- | ------------------------ | -------------------- |
| 2006       | Showmatch: Bailando por un Sueño 1    | Ganadora                        |                          | Bandera de Argentina |
| 2006       | Showmatch: Bailando por un sueño 2    | Jurado                          |                          | Bandera de Argentina |
| 2007       | Showmatch: Bailando por un Sueño 4    | 9.ª Eliminada / 22vo puesto     |                          | Bandera de Argentina |
| 2007       | Showmatch: Patinando por un Sueño     | Jurado                          |                          | Bandera de Argentina |
| 2008       | Showmatch: Bailando por un sueño 2008 | Jurado                          |                          | Bandera de Argentina |
| 2009       | Showmatch: Bailando por un sueño Kids | Jurado                          |                          | Bandera de Argentina |
| 2010       | Showmatch: Bailando 2010              | Jurado                          |                          | Bandera de Argentina |
| 2012       | Showmatch: Bailando 2012              | Jurado                          |                          | Bandera de Argentina |
| 2013       | Tu cara me suena                      | 4.ª Finalista                   | Telefé                   | Bandera de Argentina |
| 2014       | Baila conmigo Paraguay                | Jurado Invitado                 | Telefuturo               | Bandera de Paraguay  |
| 2014       | Tu cara me suena 2                    | Jurado invitado                 | Telefé                   | Bandera de Argentina |
| 2014       | Viviendo con las estrellas            | Celebridad                      | América TV               | Bandera de Argentina |
| 2015       | Showmatch: Bailando 2015              | Abandono voluntario             |                          | Bandera de Argentina |
| 2015       | Tu cara me suena 3                    | Jurado invitado                 | Telefé                   | Bandera de Argentina |
| 2019       | Showmatch: Súper Bailando             | Miembro de reemplazo del BAR-SM |                          | Bandera de Argentina |
| 2020       | Showmatch Cantando 2020               | 20.ª Eliminada / 10mo puesto    |                          | Bandera de Argentina |
| 2021       | MasterChef Celebrity 2                | 11.ª Eliminada / 10mo puesto    | Telefé                   | Bandera de Argentina |
| 2021       | After Hour: La otra competencia       | 11.ª eliminada                  | Facebook Watch de Telefe | Bandera de Argentina |

## Premios y nominaciones
| Año  | Premio                 | Categoría                   | Programa                             | Resultado |
| ---- | ---------------------- | --------------------------- | ------------------------------------ | --------- |
| 1997 | Premio Martín Fierro   | Mejor Conducción Femenina   | Movete                               | Ganadora  |
| 1999 | Premio Martín Fierro   | Mejor Conducción Femenina   | Movete                               | Nominada  |
| 2005 | Premio Martín Fierro   | Mejor actriz de Comedia     | ¿Quién es el jefe?                   | Nominada  |
| 2006 | Premio Martín Fierro   | Mejor actriz de Comedia     | ¿Quién es el jefe?                   | Nominada  |
| 2007 | Premio Estrella de Mar | Actriz Protagónica femenina | Irresistible, otra historia de humor | Ganadora  |
| 2008 | Premio Estrella de Mar | Labor Cómica Femenina       | Incomparable                         | Ganadora  |
| 2009 | Premio Estrella de Mar | Labor Cómica Femenina       | Vedettísima                          | Ganadora  |
| 2011 | Premio Estrella de Mar | Labor Cómica Femenina       | Bravísima                            | Ganadora  |
| 2012 | Premio Estrella de Mar | Labor Cómica Femenina       | Barbierísima                         | Nominada  |
| 2013 | Premio Estrella de Mar | Labor Cómica Femenina       | Escandalosas                         | Nominada  |
| 2017 | Premios Carlos         | Figura Destacada Femenina   | La gran revista de Carmen            | Ganadora  |
| 2017 | Premios VOS            | Mejor Directora             | La gran revista de Carmen            | Nominado  |

## Vida personal
En 2011 se confirmó su separación del actor y director Santiago Bal. También fue sustituida por un tiempo del jurado del Bailando 2011 donde tuvo varias peleas con Moria Casán y Marcelo Polino.
Barbieri profesa la fe católica, a la cual se aferró aún más durante los problemas de salud de su hijo Federico. En 2021, mientras se encontraba internada a causa de COVID-19, Barbieri aseguró que se le apareció la Virgen de Guadalupe.